# Einfach ich
Einfach ich ist das 47. Studioalbum von Udo Jürgens. Es erschien am 4. Januar 2008 bei Ariola (Sony Music).

## Titelliste
Alle Lieder wurden von Udo Jürgens komponiert. Der jeweilige Texter wird in Klammern genannt.
1. Fanfare 2008 – 1:03
2. Einfach ich – 3:29 (Wolfgang Hofer)
3. Tanz auf dem Vulkan (Freut euch des Lebens) – 2:53 (Wolfgang Hofer)
4. Warum denken traurig macht – 5:02 (Uli Heuel)
5. Nur die Sieger steh’n im Licht – 3:31 (Wolfgang Hofer)
6. Nur ein Liebeslied – 3:19 (Wolfgang Hofer)
7. Völlig vernetzt – 3:08 (Wolfgang Hofer)
8. Stärker als wir – 3:52 (Wolfgang Hofer)
9. Letzte Ausfahrt Richtung Liebe – 4:02 (Wolfgang Hofer)
10. Die unerfüllten Träume – 4:03 (Wolfgang Hofer)
11. Mit dir – 3:54 (Rainer Thielmann)
12. Liebe will alles – 3:42 (Wolfgang Hofer)
13. Wo finde ich dich – 4:15 (Thomas Christen)
14. Fehlbilanz (Version 2008) – 3:43 (Michael Kunze)
15. Einfach ich (Instrumental) – 3:13

Bei Fehlbilanz 2008 handelt es sich um eine neue Version des Lieds Fehlbilanz (Zuwenig und zuviel) vom 1991er Album Geradeaus.

## Versionen
Das Album erschien neben einer Einfach-CD im September 2008 auch als Digipak-Version. Zum Start der Tournee 2009 und anlässlich der Verleihung einer goldenen Schallplatte in Hamburg 2008 wurde eine „Gold Edition“ veröffentlicht. Diese Neuauflage enthält eine Bonus-DVD mit einem 25-minütigen Interview und einer Bildergalerie.

## Kritik
Artur Schulz, der für laut.de das Album besprach, stellte heraus, dass keiner der fünfzehn Songs ein wirkliches Hitpotenzial hätte. Das Album besticht für ihn jedoch durch seinen Aufbau: „Dafür sind die Arbeiten, was Dichte und Intensität angeht, als solches ein derart funkelndes Song-Schatz-Kompendium, das am besten als Ganzes funktioniert, sich gegenseitig ergänzt, miteinander korrespondiert und sich untereinander aufbaut.“ Es hat für ihn die Qualität eines Konzeptalbums mit „Momentaufnahmen alltäglicher Kleinigkeiten und versteckter Intimitäten des Lebens“. Die Texte werden als „punktgenau gesetzt“ und „stimmungsvoll ausgearbeitet“ gelobt; nicht nur der für den überwiegenden Teil der Lyrics verantwortliche, langjährige Jürgens-Texter Wolfgang Hofer zeige hier Höchstform, sondern auch die anderen Autoren der Liedtexte.
Zusammenfassend wird das Album durch laut.de bewertet als „Old-fashioned, doch nie von gestern; angenehm vertraut; und für den Udo-Kenner hie und da mit neuen, spannenden Akzenten versehen.“

## Tournee
Zur Tournee wurde ein Live-Album mit dem Titel Einfach ich – live 2009 veröffentlicht.

## Chartplatzierungen
Einfach ich konnte sich in Deutschland und Österreich in den Top-10 der Albencharts platzieren. In Österreich verfehlte es die Nummer-eins-Position und blieb 13 Wochen in den Charts. Für die Verkäufe in Österreich wurde Udo Jürgens am 25. Februar 2008 eine Goldene Schallplatte zugesprochen, die ihm am 5. September 2011 im Hamburger Hotel Vier Jahreszeiten verliehen wurde.